# Praga
Praga (em tcheco/checo:  Praha, pronunciado: [ˈpraɦa] (escutarⓘ)) é a capital e a maior cidade da Chéquia, situada na margem do Vltava. Conhecida como "cidade das cem cúpulas", Praga é um dos mais belos e antigos centros urbanos da Europa, famosa pelo extenso patrimônio arquitetônico e rica vida cultural. Importante também como núcleo de transportes e comunicações, é o principal centro econômico e industrial da Chéquia. Situada na Boêmia central, a cidade de Praga localiza-se sobre colinas, em ambas as margens do rio Vltava, pouco antes de sua confluência com o rio Elba. O curso sinuoso do rio através da cidade, cheia de belas e antigas pontes, contrasta com a presença imponente do grande Castelo de Praga em Hradcany, que domina a capital na margem esquerda (oriental) do Vltava.
Praga tem uma área de 496 km² e uma população de 1 237 893 habitantes (censo 2009), perfazendo uma densidade demográfica de 2 357,07 hab./km². Pelas estatísticas de emprego, deduz-se que cerca de 300 000 pessoas ali trabalham sem no entanto serem residentes, morando em cidades de porte menor vizinhas ou próximas à capital checa, formando, dessa forma sua região metropolitana, o maior aglomerado urbano do país.

## História
Durante milhares de anos, as primitivas praças da moderna Praga foram passagem obrigatória nas rotas comerciais que atravessavam a Europa de norte a sul. Numerosos resquícios paleolíticos e neolíticos atestam a existência de povoações agrícolas entre os anos 5000 e 2700 a.C.
Os celtas estabeleceram povoados nessa zona nos séculos IV e III a.C., mas as primeiras notícias de um assentamento permanente em Praga remontam ao século IX, quando, segundo a lenda, a princesa Libuse e seu marido Premysl fundaram a cidade que, governada pela dinastia por eles iniciada e que permaneceu no poder entre os séculos IX e XIV, se converteu no núcleo político do reino da Boêmia e num dos mais importantes centros comerciais da Europa medieval.
A expansão econômica se refletiu na topografia da cidade que, após a construção em 1170 da primeira ponte de pedra sobre o rio, ampliou seu perímetro primitivo com a Staré Mesto (Cidade Antiga). Praga cresceu ainda mais em 1257, com a fundação, junto às muralhas do castelo de Hradcany, da Malá Strana (Cidade Pequena), bairro povoado exclusivamente pelos colonos e comerciantes alemães.
Entre 1346 e 1378, o imperador alemão Carlos IV de Luxemburgo estabeleceu a capital de seu império na cidade, que experimentou novas fases de florescimento em 1348, com a fundação da universidade, convertida pouco depois no núcleo do nacionalismo checo, e da Nové Mesto (Cidade Nova), junto à Staré Mesto, e em 1357, com a construção da ponte de Carlos. A rivalidade entre as populações tcheca e alemã, esta integrada pela burguesia e pela alta hierarquia eclesiástica, foi o estopim, no século XV, da insurreição hussita. O conflito foi inspirado pelos sermões do reformador protestante Jan Hus e culminou com o que se chamou de a primeira defenestração de Praga, em que os dirigentes da cidade foram atirados pelas janelas da sede do governo pelo povo enfurecido.
Em 1526, a ascensão da dinastia católica dos Habsburgos ao trono boêmio pôs fim ao breve período de paz e prosperidade da cidade. A segunda defenestração de Praga, em 1618, e a derrota das tropas checas na batalha da Montanha Branca, em 1620, precipitaram a eclosão da Guerra dos Trinta Anos, durante a qual Praga foi ocupada por saxões e suecos, e o declínio econômico da cidade, cuja recuperação só ocorreria no século XVIII. Principal centro dos triunfos que em 1848 levaram à vitória do nacionalismo checo contra a dominação austríaca, Praga tornou-se em 1918 a capital da nova e independente república da Checoslováquia. Os pactos de Munique, de 1938, cederam a cidade e o país à Alemanha nazi até o final da segunda guerra mundial, quando a Checoslováquia passou para a órbita da União Soviética. Em 1968 a cidade foi cenário do movimento popular que se tornou conhecido como Primavera de Praga, que resultou na invasão das tropas do Pacto de Varsóvia. As manifestações populares de repúdio à ocupação se multiplicaram e foram reprimidas com violência. Em 31 de dezembro de 1992, com a dissolução dos laços que uniam checos e eslovacos numa federação única, Praga deixou de ser a capital da Checoslováquia e passou a ser capital da Chéquia.

## Governo e política

### Cidades-irmãs
- Bagdá, Iraque
- Berlim, Alemanha
- Birmingham, Reino Unido
- Bratislava, Eslováquia
- Bruxelas, Bélgica
- Budapeste, Hungria
- Estocolmo, Suécia
- Frankfurt am Main, Alemanha
- Hamburgo, Alemanha
- Helsinki, Finlândia
- Chicago, Estados Unidos
- Jerusalém, Israel
- Kyoto, Japão
- Lisboa, Portugal
- Cidade do Luxemburgo, Luxemburgo
- Moscou, Rússia
- Nîmes, França
- Nuremberga, Alemanha
- Paris, França
- Pequim, China
- Phoenix, Estados Unidos
- Riga, Letônia
- Roterdã, Países Baixos
- Roma, Itália
- São Petersburgo, Rússia
- Seul, Coreia do Sul
- Taipei, Taiwan
- Tirana, Albânia
- Turim, Itália
- Varsóvia, Polônia
- Viena, Áustria
- Vilnius, Lituânia
- Xangai, China

## Economia
Corresponde ao centro industrial, comercial e cultural do país. A sua indústria variada, é responsável pela produção de químicos, metalomecânica, artigos eléctricos, alimentar, têxtil, produtos de pele, farmacêuticos, bebidas alcoólicas e objectos de vidro. A indústria cinematográfica também é significativa.
Após a queda do regime socialista, tornou-se um importante centro turístico, sector que contribui significativamente para a economia do país.
Praga é famosa por sua condição de centro industrial. Entre as indústrias instaladas na cidade destacam-se as de engenharia pesada e de precisão, alimentícia, construção civil, maquinaria, material ferroviário, produtos químicos e farmacêuticos, artes gráficas e editoriais.

## Transportes
Três grandes estações ferroviárias, o aeroporto internacional de Ruzyne e uma grande rede de transportes públicos fazem da cidade um destacado centro de comunicações na Europa central. A cidade tem muitas conexões ferroviárias (incluindo para Cracóvia, Przemyśl, Gdynia, Dresden, Munique, Zurique, Viena, Bratislava e Budapeste) e rodoviárias (por exemplo, para Estetino, Bratislava, Nuremberg e Dresden).

## Cultura
Praga é famosa por ser um dos grandes centros culturais europeus, ligado a nomes como os compositores Antonín Dvořák e Bedřich Smetana e os escritores Franz Kafka, Rainer Maria Rilke e Jaroslav Hašek.
É o centro editorial do país e possui diversas instituições de ensino superior. A mais famosa é a Universidade de Carlos, fundada no século XIV, sendo também a mais antiga da Europa Central. Merece também destaque a Universidade Técnica de Praga, fundada no século XVIII. Além dessas duas importantes universidades, o sistema de ensino superior da cidade é apoiado pela Academia de Ciências que contribui para o desenvolvimento de diversas áreas de pesquisa. Praga também possui escolas de economia, artes, música, cinema e dança. Na capital existe um grande número de bibliotecas e teatros. Entre seus museus se destaca o Museu Nacional, de 1818, e os museus técnico, judaico, etnográfico e de literatura. Uma preciosa coleção do rei Rodolfo II é conservada na Galeria de Arte do Castelo de Praga.
A capital checa possui um dos mais belos e conservados patrimônios arquitectônicos da Europa. Isso se deve principalmente ao facto de ela ter sofrido relativamente poucos danos durante as duas guerras mundiais. Monumentos, igrejas, ruas estreitas e prédios históricos contrastam com as modernas edificações da cidade. Uma das construções mais importantes é o castelo na colina Hradcany, fundado no século XVII, que actualmente serve como a residência presidencial e onde antigamente era habitado pelos reis da Boêmia.

### Educação
Praga é famosa por sua intensa vida cultural, ligada a nomes da estatura dos compositores Bedrich Smetana e Antonín Dvorák e dos escritores Franz Kafka, Rainer Maria Rilke e Jaroslav Hašek.
Além de duas grandes universidades, Praga tem escolas independentes de economia, artes e ofícios, artes gráficas, música, dança, cinema e uma Academia de Ciências, que incentiva a pesquisa em diversas áreas. Ao lado do Museu Nacional, fundado em 1818, existem os museus técnico, etnográfico, de artes e ofícios, judaico e de literatura. A Galeria de Arte do Castelo de Praga conserva uma famosa coleção que pertenceu ao rei Rodolfo II. A biblioteca da universidade conserva manuscritos preciosos e gravuras antigas.
Desde 1967, a cada quatro anos recebe a exposição Quadrienal de Praga, maior evento dedicado à arte da cenografia no mundo.

### Monumentos

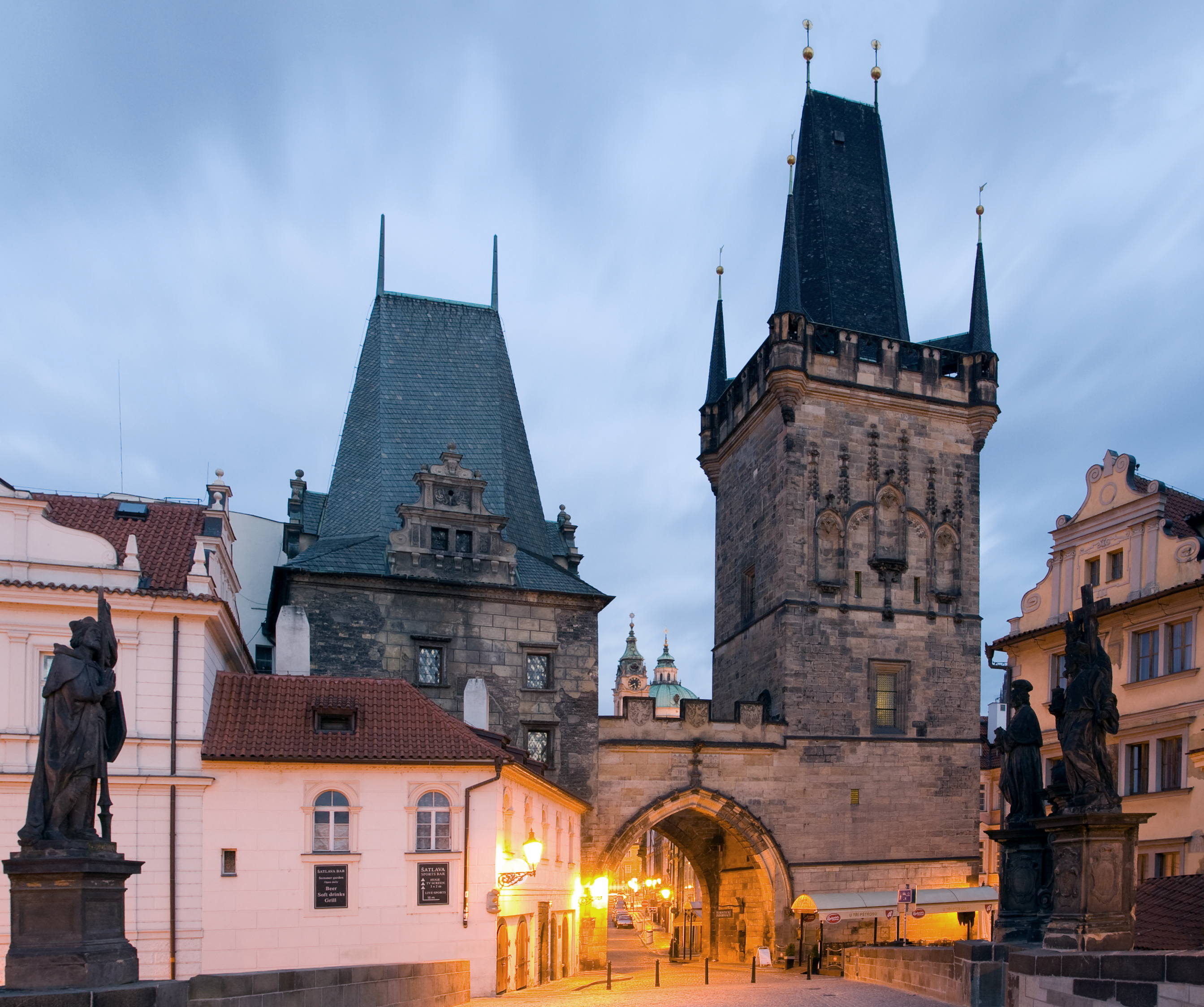
Torres da Ponte Carlos

Numerosos monumentos integram a paisagem urbana da capital, composta de lindas ruelas de traçado irregular que contrastam com os novos bairros residenciais, de arquitetura moderna. As partes históricas da cidade são preservadas como monumentos nacionais.
Entre os prédios mais importantes destacam-se o Castelo de Praga fortificado na colina Hradcany, construído entre os séculos XIV e século XVII, onde na actualidade mora o presidente da república e antiga residência dos reis da Boêmia. Ao lado do castelo, ergue-se a grande catedral gótica de S. Vito (século XIV) e o Belvedere em estilo renascentista.
No bairro Malá Strana está uma das duas igrejas barrocas de São Nicolau, a igreja do Menino Jesus de Praga, a igreja do Loreto (do século XVIII) e numerosos palácios da aristocracia tcheca, do século XVII, em estilo barroco.
Na Staré Město (a Cidade Velha), há inúmeros monumentos e relíquias da história checa. Destacam-se a igreja Týnský, em estilo gótico, construída no século XIV, na qual se acha o túmulo do astrônomo Tycho Brahe; o bairro Josefstadt, com o gueto e o cemitério judaicos, do século XII, e a sinagoga. Encontra-se ali o relógio Astronômico Orloj e a parede Lennon.
Na Nové město (ou na Cidade Nova) figuram a estátua de São Venceslau, de 1915, e o Museu Nacional. Outras edificações de destaque são o Prikopy, local da antiga fortaleza; o Teatro dos Estados, estreou a ópera Don Giovanni, de Wolfgang Amadeus Mozart; o Teatro Nacional, de 1883; igrejas e palácios barrocos e a estátua do líder hussita Jan Žižka.
Entre as numerosas pontes que atravessam o rio Vltava está a famosa Ponte Carlos, construída na Idade Média com a função de conectar a Cidade Velha ao Castelo de Praga.